# Южное Онтарио
Ю́жное Онта́рио — область канадской провинции Онтарио, расположенная к югу от Френч-Ривер и Алгонкин Парка. В зависимости от того, включены или нет в область регионы Парри-Саунд и Мускока, её площадь составляет 14—15 % площади провинции. Это самая южная часть Канады. Южное Онтарио в свою очередь делится на следующие регионы: Восточное Онтарио, Центральное Онтарио, Юго-Западное Онтарио и Голден-Хорсшу, которая включает Большой Торонто.
Южное Онтарио существенно отличается от Северного Онтарио. Область намного сильнее заселена, имеет другой климат, её культура сильно отличается от культуры северной части. Северное и Южное Онтарио в силу своих различий практически могут считаться разными провинциями. Район Мускока и округ Парри-Саунд зачастую рассматриваются как часть Южного Онтарио, хотя на самом деле они являются частью Северного Онтарио.

## История
Южное Онтарио имеет длинную и богатую историю. Оно было частью провинции со дня её основания, образуя до этого колонию Верхняя Канада. На территории региона происходили сражения войны 1812 года, были наплывы иммигрантов из Европы, привозящих с собой эпидемии холеры и тифа, большая контрабанда спиртных напитков во времена сухого закона (второй дом Аль Капоне) и многое другое.
Южное Онтарио под началом Оливера Моата боролось за усиление власти провинций, что сыграло немаловажную роль в определении современной политической системы Канады.

## Население
Первыми колонизаторами Южного Онтарио были французы и англичане. Позже сюда стали приезжать и другие европейский иммигранты, а затем и иммигранты со всего мира. Несмотря на это, здесь до сих пор сохранились индейские поселения общей численностью более 200 тысяч человек.
Сейчас в Южном Онтарио проживает 12,1 млн. чел., что составляет 94 % от общей численности населения провинции.

### Города
В Южном Онтарио расположены столица Канады — Оттава — и крупнейший город страны — Торонто, столица провинции Онтарио и пятый по величине город Северной Америки. Численность населения Торонто составляет 2 503 281 человек, в Торонто с окрестностями проживает более 5,5 млн чел. Оттава — столица страны, является лишь четвёртым по величине городом Канады. Население города составляет 812 129 человек, в то время как в переписной метрополии проживает более 1,4 млн человек.
В Южном Онтарио действует восемь телефонных кодов 226, 289, 416, 519, 613, 647, 705, 905. В 2010 году планируется введение нового кода 343.
Статистическое бюро Канады определяет переписные метрополии (англ. Census Metropolitan Area, или англ. CMA) как объединение муниципалитетов на основе основного муниципального объекта и соседних, которые с ним сообщаются. При этом метрополии в административном понимании могут быть значительно больше чем переписные метрополии. Например, Ошава многими рассматривается как часть Большого Торонто, хотя на самом деле является отдельной переписной метрополией.
| Города Южного Онтарио (основные переписные метрополии) | 2006      | 2001      |
| ------------------------------------------------------ | --------- | --------- |
| Большой Торонто                                        | 5 113 149 | 4 682 897 |
| Оттава                                                 | 1 130 761 | 1 067 800 |
| Гамильтон                                              | 692 911   | 662 401   |
| Лондон                                                 | 457 720   | 435 600   |
| Китченер                                               | 451 235   | 414 284   |
| Сент-Катаринс-Ниагара                                  | 390 317   | 377 009   |
| Ошава                                                  | 330 594   | 296 298   |
| Виндзор                                                | 323 342   | 307 877   |
| Барри                                                  | 177 061   | 148 480   |
| Кингстон                                               | 152 358   | 146 838   |
| Гуэлф                                                  | 127 009   | 117 344   |
| Брантфорд                                              | 124 607   | 118 086   |
| Питерборо                                              | 116 570   | 110 876   |

### Административное деление
Исторически в Южном Онтарио крупнейшими административными единицами являются графства, в то время как в Северном Онтарио это округа. Именно эта черта и является основной при разделении провинции на две части. Со временем некоторые густонаселенные графства стали отдельными муниципальными образованиями, но сохранили своё название.
Ниже представлен список всех графств, отдельных муниципалитетов и районов в регионе и численность их населения по данным переписи 2006 года.

| - Брант (125 099) - Брюс (65 349) - Веллингтон (200 425) - Гамильтон (504 559) - Грей (92 411) - Дарем (561 258) - Дафферин (54 436) - Йорк (892 712) - Каварта-Лейкс (74 561) - Ланарк (63 785) | - Лидс и Гренвилл (99 206) - Леннокс и Аддингтон (40 542) - Лэмбтон (128 204) - Мидлсекс (422 333) - Ниагара (427 421) - Нортумберленд (80 963) - Норфолк (62 562) - Оксфорд (102 756) - Оттава (812 129) - Перт (74 344) | - Пил (1 159 405) - Питерборо (133 080) - Прескотт и Рассел (80 184) - Принс-Эдуард (25 496) - Ренфру (97 545) - Симко (422 204) - Стормонт, Дандас и Гленгарри (110 399) - Торонто (2 503 281) - Уотерлу (478 121) - Фронтенак (143 865) | - Халдиманд (45 212) - Хейстингс (130 474) - Хелибертон (16 147) - Холтон (439 256) - Хьюрон (59 325) - Чатем-Кент (108 589) - Элджин (85 351) - Эссекс (393 402) - Мускока (57 563) - Парри-Саунд (40 918) |

## Экономика и туризм
В области значительно развита промышленность. Начиная с середины 2000-х Онтарио производит больше единиц транспорта, чем штат Мичиган. Южное Онтарио является частью так называемого «ржавого пояса». Однако крупнейшие города региона больше ориентированы на услуги. В Торонто расположены центральные офисы многих канадских банков, а сердцем его финансового сектора является фондовая биржа.
Система автомобильных дорог Южного Онтарио включает множество автострад серии-400, что означает, что они имеют по меньшей мере четыре полосы. Кроме того, в области находится одна из наиболее загруженных границ Северной Америки (по реке Ниагара). Сотни миллионов тонн груза перевозятся водным транспортом в системе Великих Озёр. На территории Южного Онтарио расположено несколько крупных международных аэропортов, включая крупнейший аэропорт Канады Пирсон около Торонто.
Кроме того, Южное Онтарио является большим винодельческим регионом и производителем канадских вин.
В Южном Онтарио сильно развита сфера туризма. Это один из наиболее посещаемых регионов в мире. Наиболее популярными достопримечательностями являются Си-Эн Тауэр, Парламентский холм, Ниагарские водопады, Национальная галерея Канады, Канадский уондерленд, Военный музей Канады, Национальная выставка Канады, Зоопарк Торонто, Зал хоккейной славы, Королевский музей Онтарио, Королевский монетный двор Канады, канал Ридо, Маринленд.
Ниагарские водопады занимают шестое место в списке самых посещаемых туристических мест и принимает более 14 миллионов туристов ежегодно. Торонто занимает седьмое место среди самых посещаемых международными туристами городов с более чем 6,6 млн. туристов в год. Оттава — наиболее посещаемый местными туристами город в Канаде, который принимает более 6,9 млн. гостей ежегодно.
В области построено несколько больших казино, включая Caesars Windsor и Fallsview Casino. Кроме того, в Южном Онтарио проводятся скачки. Все азартные игры в провинции находятся под наблюдением Ontario Lottery and Gaming Corporation (OLG)и Alcohol and Gaming Commission of Ontario.
На территории Южного Онтарио находится множество природных достопримечательностей: красивейшие пляжи на берегах Великих Озёр (Васага-Бич, Гранд-Бенд; множество водопадов и горнолыжных курортов, расположенных на Ниагарском разломе (Niagara Escarpment); маршруты для рафтинга мирового уровня на реке Оттава; красивейшие парки. Национальные парки управляются департаментом «Парков Канады», в то время как провинциальные — «Парками Онтарио».
Осенний листопад в Южном Онтарио неповторим. Многие туристы специально приезжают посмотреть на краски осени.

## Культура и спорт
Южное Онтарио является домом для нескольких профессиональных спортивных команд, включая «Торонто Блю Джейс» — команда по бейсболу, «Торонто Рэпторс» — баскетбольный клуб, «Торонто Мейпл Лифс», «Оттава Сенаторз» — хоккейные клубы, футбольный клуб «Торонто» и три команды Канадской футбольной лиги. Область принимает международные турниры по теннису (Canada Masters) и гольфу (RBC Canadian Open), автогонки серии IndyCar.
В области проводится большое количество международных фестивалей, в частности, Международный кинофестиваль в Торонто, Винтерлюд, Карибана, Китченер Октоберфест, День Канады в Оттаве, Международный фестиваль свободы в Виндзоре и т. д.

## Образование
Южное Онтарио всегда было международным образовательным центром. На его территории расположено 13 университетов и 20 колледжей. Кроме того, здесь расположено большое количество частных учебных заведений.

## География и климат
Хотя Южное Онтарио не связано с морями, её территория частично включает в себя несколько Великих озёр (Гурон, Эри и Онтарио) и множество более мелких озёр, самыми значимыми из которых являются озера Симко и Сент-Клэр (часть системы Великих Озёр).
Климат Южного Онтарио сильно отличается от климата всей остальной Канады. Это единственный регион в стране, на территории которого произрастают так называемый Каролинский лес (Carolinian forest). Много деревьев и растений, произрастающих в Южном Онтарио, не найти в других частях Канады.
Южное Онтарио имеет влажный континентальный климат. Средняя температура июля достигает 28 °C, в то время как средняя температура января −6 °C. Рекорды температур — это 45 °C летом и −30 °C зимой. В начале лета в области иногда случаются торнадо, но намного чаще бывает сильный порывистый ветер, град и грозы, которые вызывают наводнения. Хотя большинство торнадо Северной Америки проходят мимо, раз в несколько десятилетий случаются торнадо категории F4 по шкале Фудзиты. Кроме того, здесь изредка случаются землетрясения. Самое сильное зарегистрированное землетрясение с магнитудой 5,6 было в районе города Корнуолл.